# Liste der Naturdenkmale in Bisterschied
Die Liste der Naturdenkmale in Bisterschied nennt die im Gemeindegebiet von Bisterschied ausgewiesenen Naturdenkmale (Stand 28. März 2024).

## Ehemalige Naturdenkmale
| Nr. | Bezeichnung   | Lage                                                   | Beschreibung                                  | Bild                                    |
| --- | ------------- | ------------------------------------------------------ | --------------------------------------------- | --------------------------------------- |
|     | Dickfichte    | südlich des Ortes; Abteilung Der Legeracker Lage       | Pinus sylvestris; Rechtsverordnung aufgehoben | Direkt Bild zu diesem Denkmal hochladen |
|     | Friedenslinde | unmittelbar westlich des Ortes; Flur In der Weide Lage | Tilia sp.; Rechtsverordnung aufgehoben        | Direkt Bild zu diesem Denkmal hochladen |